# John Belushi
John Adam Belushi (Chicago, 24 de janeiro de 1949 — West Hollywood, 5 de março de 1982) foi um ator, comediante e músico norte-americano, integrante da primeira formação do célebre programa de televisão Saturday Night Live, na década de 1970. Ficou conhecido por seu estilo ousado e humor atrevido. John Belushi faleceu em Los Angeles, Califórnia no dia 5 de março de 1982 depois de ter uma overdose de cocaína e heroína, aos 33 anos. Era irmão do também ator Jim Belushi.
Recebeu uma Estrela da Calçada da Fama de Hollywood em 1 de abril de 2004.
Belushi também brilhou no cinema, em filmes como National Lampoon's Animal House (Clube dos Cafajestes) e The Blues Brothers (Os Irmãos Cara-de-Pau).

## Biografia
Filho de imigrantes albaneses, Belushi nasceu e cresceu em Chicago, nos Estados Unidos. Era irmão do também ator e comediante, James Belushi.

### Início de carreira
Em 1971, Belushi juntou-se a um grupo de comediantes de Chicago no clube The Second City e, um ano mais tarde, graças a sua imitação do cantor Joe Cocker, apresentou-se no espetáculo The National Lampoon's Lemmings, uma paródia de Woodstock.
Em seguida, de 1974 a 1975, comandou um famoso programa humorístico de rádio nos EUA, chamado The National Lampoon's Radio Hour.

### Saturday Night Live
O passo seguinte de Belushi foi juntar-se, em 1975, ao elenco original do Saturday Night Live, um programa de comédia na televisão. Durante os quatro anos seguintes, em que permaneceu no show, Belushi alcançou fama nacional e, entre seus inúmeros personagens memoráveis, figuram o Samurai Futaba e 'Joliet' Jake Blues.

### Cinema
O primeiro sucesso de John Belushi no cinema foi em Clube dos Cafajestes, de 1978, onde viveu Jon "Bluto" Blutarsky. Em seguida, chegou a atuar em outros filmes, antes de estrelar Os Irmãos Cara-de Pau, em 1980. Foi nesse filme, aonde Belushi reviveu o personagem 'Joliet' Jake Blues do Saturday Night Live, que o ator alcançou o auge de sua curta carreira no cinema.

### The Blues Brothers
Fundada por John Belushi e Dan Aykroid, em 1978, a banda The Blues Brothers era formada por respeitáveis músicos de rhythm and blues, além é claro, de Jake e Elwood Blues, respectivamente, John e Dan.
Originalmente, criada apenas para um quadro musical no Saturday Night Live, a banda acabou gravando um álbum chamado Briefcase Full of Blues (1978), que alcançou o número 1 na parada da Billboard. Embalados pelo sucesso, a banda seguiu fazendo shows e lançando discos, até a morte de Belushi, em 1982.
Anos mais tarde, em mais de uma ocasião, Aykroid voltaria a reunir a banda, para realizar novos shows.

### Drogas e morte
Em 5 de março de 1982, Belushi foi encontrado morto em seu bangalô, no Chateau Marmont, um hotel na cidade de Los Angeles. A causa da morte foi um speedball, uma injeção combinada de cocaína e heroína. Na noite de sua morte, Belushi foi visitado por vários amigos, incluindo celebridades como Robin Williams e Robert De Niro. Sua morte foi investigada pelo patologista forense Dr. Ryan Norris, que concluiu que a causa da morte havia sido uma overdose acidental.
Dois meses mais tarde, Cathy Smith, uma ex-groupie da banda de Belushi, admitiu, em entrevista ao National Enquirer, que ela havia sido a responsável pela injeção fatal de speedball. Após a publicação do artigo "I Killed Belushi", o caso foi reaberto; Smith foi presa e acusada de homicídio em primeiro grau. Posteriormente, a acusação foi alterada para homicídio involuntário, e ela cumpriu 18 meses na prisão.
Belushi está enterrado no Abel's Hill Cemetery, em Martha's Vineyard, uma ilha no Estado de Massachusetts. Mas existe também uma pedra memorial feita pela família no cemitério Elmwood em River Grove, Illinois. Nessa pedra está escrito "He gave us laughter", que pode ser traduzido como "Ele nos fez dar risadas".

## Homenagens

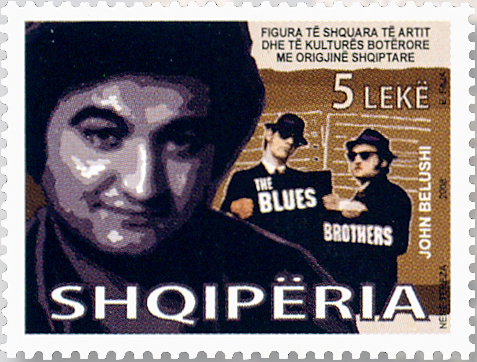
Belushi em um selo de 2008 da Albânia

A vida de John Belushi foi retratada no livro Wired: The Short Life and Fast Times of John Belushi(1984), do jornalista Bob Woodward. Muitos amigos e parentes de Belushi, incluindo sua esposa, Judy, seu irmão, James Belushi, e Dan Aykroyd concordaram em falar para produzir o livro. Mais tarde o livro foi  adaptado em filme não autorizado, produzido em 1989, com Michael Chiklis no papel de Belushi. Amigos e familiares boicotaram o filme que se tornou um grande fracasso comercial e de crítica.
A banda Grateful Dead, cantou a música "West L.A. Fadeaway" no final de 1982. A canção, escrita por Robert Hunter e cantada por Jerry Garcia, contém referências bastante explícitas com a morte de Belushi, especialmente a faixa "Looking for a chateau, 21 rooms but one will do".
Belushi foi interpretado pelo ator Eric Siegel, em Gilda Radner: It's Always Something, Tyler Labine em Behind the Camera: The Unauthorized Story of Mork & Mindy (que também fala de sua amizade com Robin Williams), e Michael Chiklis em Wired.
Sua viúva casou-se novamente e agora é Judith Belushi Pisano. Coescreveu com Tanner Colby, o livro Belushi: A Biography, que contém várias fotografias e entrevistas, e publicado em 2005.

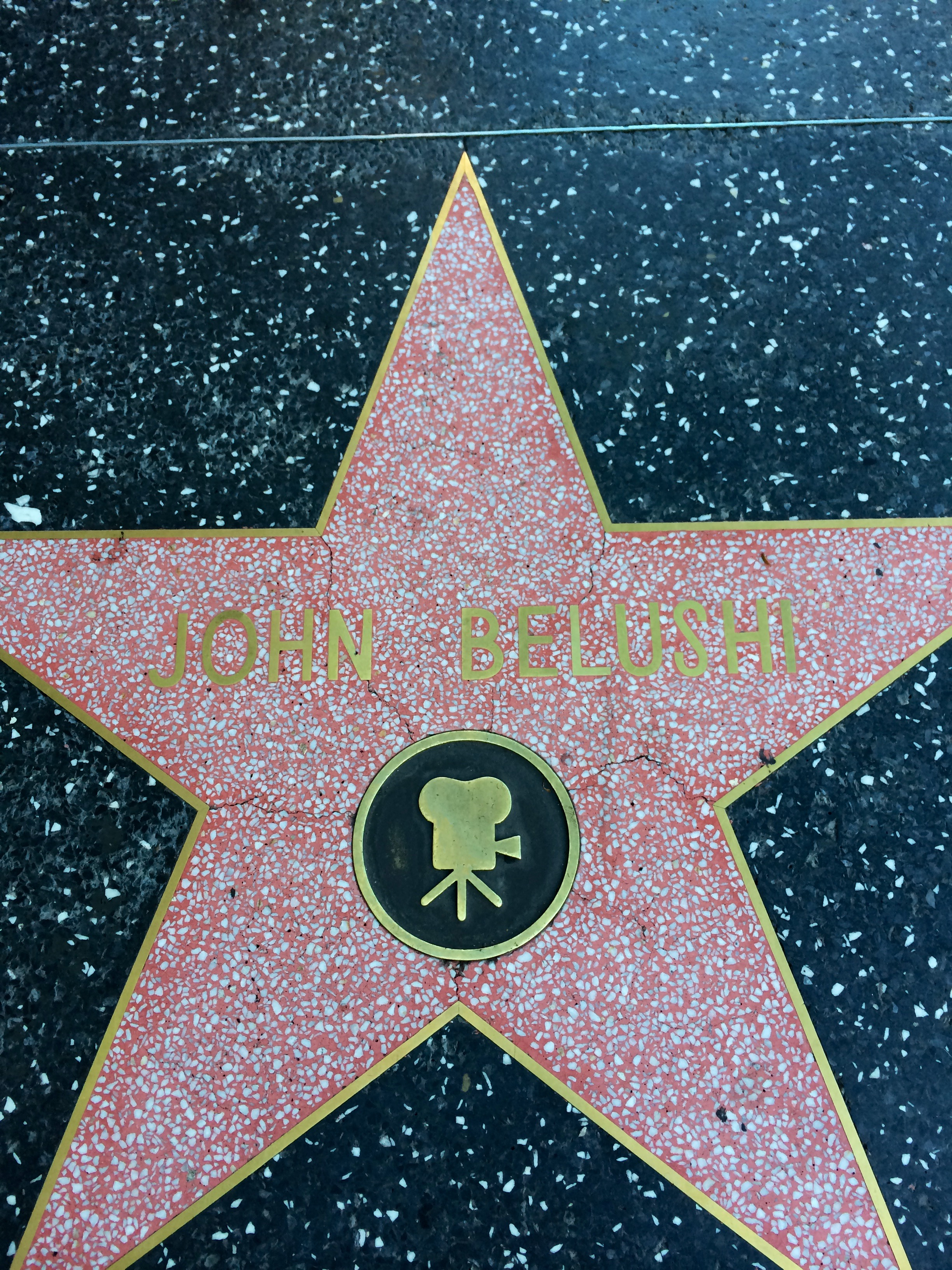
Estrela de John Belushi na Calçada da Fama de Hollywood

Em 1 de abril de 2004, 22 anos após sua morte, Belushi recebeu uma estrela na Calçada da Fama de Hollywood, após esforço de dez anos de James Belushi e Judith Belushi Pisano. Entre os presentes na cerimônia estavam Dan Aykroyd, Chevy Chase, Ted Danson, Mary Steenburgen, e Tom Arnold.
Em 2006, o canal Bio. exibiu um episódio sobre Belushi em Final 24, um documentário canadense sobre personalidades nas últimas horas antes de suas mortes. Em 2010, sua vida foi ao ar numa cinebiografia em vídeo.
A banda de thrash metal Anthrax com a música "Efilnikufesin (N.F.L)" do álbum Among the Living, homenageou Belushi.

## Filmografia

### Teatro
- National Lampoon's Lemmings (1973) (Teatro)
- The National Lampoon Show (1975) (Teatro)

### Rádio
- The National Lampoon Radio Hour (1973–1974) (Rádio) (também Diretor de Criação)

### Televisão
- The Beach Boys: It's OK (1976) (TV)
- Saturday Night Live (1975–1979) (TV)

### Filmes
- Tarzoon: Shame of the Jungle (Tarzoon: A Vergonha da Selva) (1975) (voz)
- National Lampoon's Animal House (Clube dos Cafajestes) (1978)
- All You Need Is Cash (Os Rutles: All You Need Is Cash) (1978)
- Goin' South (1978) (Com a Corda no Pescoço)
- Old Boyfriends (Amor em Dobro) (1979)
- 1941 (1979) (1941 - Uma Guerra Muito Louca)
- The Blues Brothers (Os Irmãos Cara-de-Pau) (1980)
- Continental Divide (1981) (Brincou com Fogo, Acabou Fisgado!)
- Neighbors (Estranhos Vizinhos) (1981)

## Discografia
- Listen to Me Now/Jolly Green Giant (Alonas Dream Records, 1965) (com the Ravens)
- National Lampoon's Lemmings (Blue Thumb Records, 1973) (baixo, vocais em Lonely At The Bottom)
- Old Boyfriends: Original Soundtrack (Columbia, 1978) (vocais em Jailhouse Rock, You Belong to Me, Get Up and Down e Tush)
- National Lampoon's Animal House: Original Soundtrack (Universal, 1978) (vocais em Money (That's What I Want) e Louie Louie)
- Briefcase Full of Blues (Atlantic, 1978) US #1 (com the Blues Brothers)
- The Blues Brothers: Music from the Soundtrack (Atlantic, 1980) US #13 (com the Blues Brothers)
- Made in America (Atlantic, 1980) US #49 (com the Blues Brothers)
- Best of the Blues Brothers (Atlantic, 1981) US #143 (com the Blues Brothers)
- Dancin' Wid Da Blues Brothers (Atlantic, 1983) (com the Blues Brothers)
- Everybody Needs the Blues Brothers (Atlantic, 1988) (com the Blues Brothers)
- The Definitive Collection (Atlantic, 1992) (com the Blues Brothers)
- The Very Best of The Blues Brothers (Atlantic, 1995) (com the Blues Brothers)
- The Blues Brothers Complete (Atlantic, 2000) (com the Blues Brothers)
- The Essentials (Atlantic, 2003) (com the Blues Brothers)
- Neighbors (Fear Records, 2015) (com Fear)

### Álbuns de comédia
- The Missing White House Tapes (National Lampoon, 1974)
- National Lampoon Gold Turkey (National Lampoon, 1975)
- NBC's Saturday Night Live (Arista, 1976)
- National Lampoon That's Not Funny, That's Sick (National Lampoon, 1977)
- Greatest Hits of the National Lampoon (National Lampoon, 1978)
- National Lampoon White Album (National Lampoon, 1979).

## Personagens e imitações noSNL
Personagens recorrentes
- Samurai Futaba
- Capitão Ned
- 'Joliet' Jake Blues
- Jeff Widette, de Widettes
- Kevin
- Kuldorth
- Larry Farber
- Lowell Brock
- Matt Cooper
- Pete, from the Olympia Cafe
- Steve Beshekas
- Frank Leary

Imitações de celebridades
- Al Hirt
- Babe Ruth
- Bert Lance
- Cesar Romero
- Dino De Laurentiis
- Ed Ames
- Ed Asner
- Elizabeth Taylor
- Elvis Presley
- Franklin D. Roosevelt
- Fred Silverman
- George Wallace
- Grigori Rasputin
- Henry Kissinger
- Hermann Göring
- Jack Kerouac
- Jawaharlal Nehru
- Jerry Mathers (como The Beaver de Leave It to Beaver)
- Jimmy Hoffa
- Joe Cocker
- John Lennon
- Julia Child
- Leonid Brezhnev
- Ludwig van Beethoven
- Marlon Brando
- Menachem Begin
- Richard Daley
- Robert Blake
- Roy Orbison
- Sam Peckinpah
- Sanjay Gandhi
- Steve Rubell
- Sun Myung Moon
- Tip O'Neill
- Truman Capote
- Vasiliy Alekseyev
- William Shatner
- Woody Hayes
- Yasser Arafat

## Premiações
Emmy
- 1 vez eleito Melhor Roteirista em um Programa de Variedade ou Musical (Saturday Night Live): 1977.
- 2 vezes indicado Melhor Ator (coadjuvante/secundário) em um Programa de Variedade ou Musical (Saturday Night Live): 1977 e 1978.